# Apocalipse de Pedro

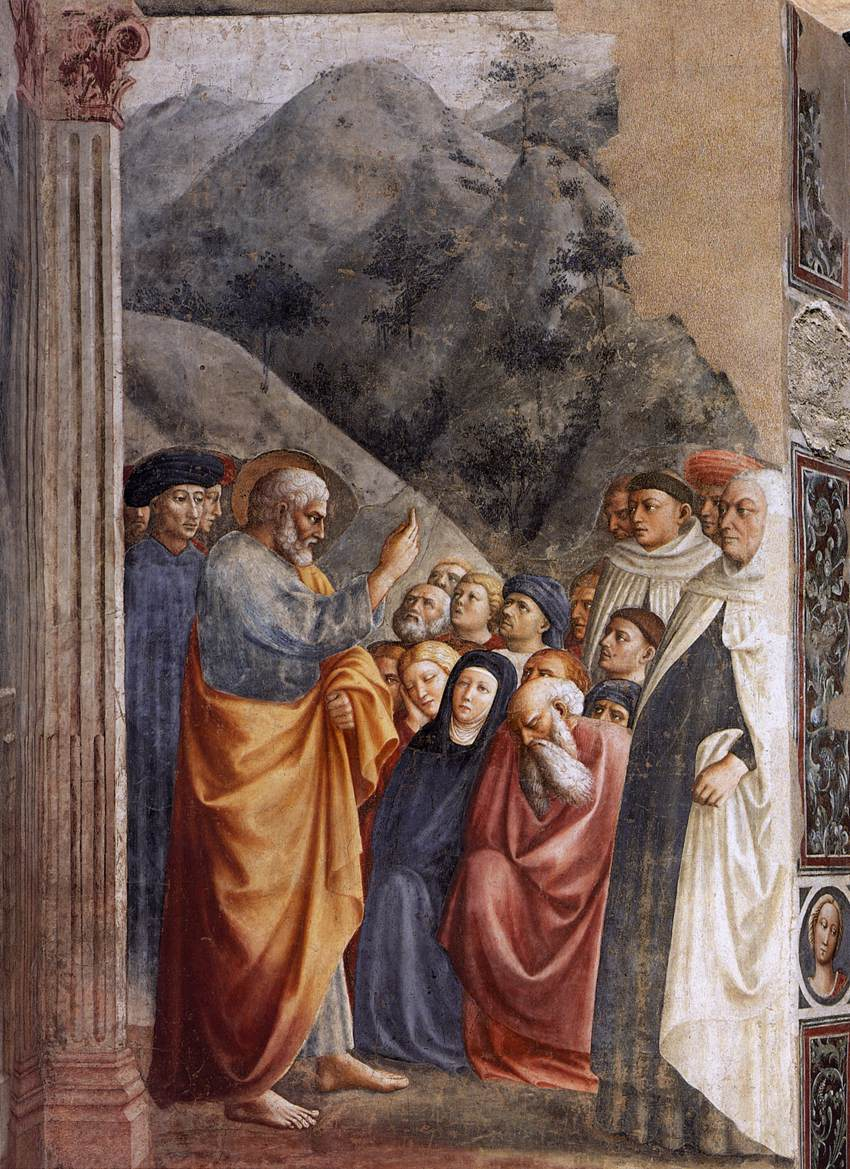
São Pedro

Apocalipse de Pedro (ou Revelação de Pedro) é um texto popular do cristianismo primitivo do século II d.C e um exemplo literatura apocalíptica com influências helenísticas. Não está incluído no cânone padrão do Novo Testamento, mas é mencionado no Cânone Muratori, a mais antiga lista sobrevivente de livros do Novo Testamento, que também afirma que algumas autoridades não permitiriam sua leitura na igreja. O texto existe em duas versões incompletas de um original grego perdido, uma em grego koiné e outra em etiópico que divergem bastante. A obra é classificada como parte dos apócrifos do Novo Testamento.
O autor da obra é desconhecido, embora seja supostamente escrito pelo discípulo Pedro (pseudepígrafo). O Apocalipse de Pedro descreve uma visão divina de Cristo. Após buscar sinais da Segunda Vinda de Jesus (parusia), a obra adentra em uma catábase (visão do além), detalhando tanto a bem-aventurança celestial para os salvos quanto as punições infernais para os condenados. Em particular, as punições são descritas de forma gráfica em um sentido físico e correspondem vagamente à lei de talião ("olho por olho"): os blasfemadores são pendurados por suas línguas, os mentirosos que dão falso testemunho têm seus lábios cortados; as pessoas ricas e insensíveis são feitas para vestir trapos e serem perfuradas por pedras afiadas e flamejantes, como mendigos; e assim por diante. É um exemplo inicial do mesmo gênero da mais famosa Divina Comédia de Dante, onde o protagonista faz um tour pelos reinos do além.

## História do manuscrito
Antes de 1886, o Apocalipse de Pedro era conhecido apenas através de citações e referências nos primeiros escritos cristãos. Além disso, alguma fonte perdida comum foi necessária para explicar passagens estreitamente paralelas na literatura cristã apocalíptica como o Apocalipse de Esdras, o Apocalipse de Paulo e a Paixão de Santa Perpétua , embora a identificação desta fonte perdida com o Apocalipse de Pedro não era conhecido.
Um manuscrito grego koiné fragmentado foi descoberto durante escavações iniciadas por Gaston Maspéro durante a temporada de 1886–87 em uma necrópole desértica em Acmim, no Alto Egito. O fragmento consistia em folhas de pergaminho da versão grega que se afirmava terem sido depositadas no túmulo de um monge cristão do século VIII ou IX. O manuscrito está no Museu Copta no Cairo Antigo. De 1907 a 1910, um grande conjunto de documentos da literatura clementina em etíope foi publicado junto com traduções para o francês. MR James percebeu em 1910 que havia uma forte correspondência com o Apocalipse Akhmim de Pedro, e que estas eram versões etíopes da mesma obra. Outras cópias etíopes foram descobertas desde então. Estas versões etíopes parecem ter sido traduzidas do árabe, que por sua vez foi traduzido do original grego perdido. Dois outros pequenos fragmentos gregos da obra foram descobertos: um fragmento do século V no Bodleian que foi descoberto no Egito em 1895, e o fragmento Rainer na coleção Rainer em Viena, que talvez venha do século III ou IV. Esses fragmentos oferecem variações significativas das outras versões.
Conforme compilado por William MacComber e outros, o número de manuscritos etíopes desta mesma obra continua a crescer. A obra etíope é de tamanho colossal e de origem pós-conciliar, e existem muitas variações. Em muitos manuscritos etíopes, o Apocalipse de Pedro constitui a primeira parte de novas obras combinadas; dois notáveis são “A Segunda Vinda de Cristo e a Ressurreição dos Mortos” e “O Mistério do Julgamento dos Pecadores”.
Em geral, a maioria dos estudiosos acredita que as versões etíopes que temos hoje estão mais próximas do manuscrito original, enquanto o manuscrito grego descoberto em Akhmim é uma versão posterior e editada. Isto ocorre por uma série de razões: a versão Akhmim é mais curta, enquanto a Etíope corresponde à contagem de linhas reivindicada da Esticometria de Nicéforo; referências e citações patrísticas parecem corresponder melhor à versão etíope; o etíope combina melhor com os fragmentos gregos de Rainer e Bodleian; e a versão Akhmim parece tentar integrar o Apocalipse com o Evangelho de Pedro (também no manuscrito Akhmim), o que naturalmente resultaria em revisões.

## Datação
O terminus post quem - o ponto a partir do qual Apocalipse de Pedro foi escrito - é revelado por uma citação de IV Esdras capítulo 3, que foi escrito por volta do ano 100 d.C.. O texto, intelectualmente simples e com seus tons helenísticos, pertence ao mesmo gênero que a literatura clementina que era popular em Alexandria. Assim como ela, o Apocalipse de Pedro foi escrito para um grande público popular. O fragmento muratoriano, a lista mais antiga existente de textos sagrados canônicos do Novo Testamento, datado do último quarto do século II dC (ou seja, entre os anos 175 e 200 dC), revela uma lista de obras lidas nas igrejas cristãs similar às do cânon moderno. Porém, ele também inclui o Apocalipse de Pedro, dizendo "...também apenas os Apocalipses de João e Pedro nós recebemos, que alguns de nós não lerão nas igrejas". O fragmento Muratoriano é ambíguo sobre se ambos os livros apocalípticos não foram "recebidos" ou apenas o de Pedro.

## Conteúdo
O Apocalipse de Pedro está estruturado como um discurso do Cristo ressuscitado aos seus fiéis, oferecendo uma visão primeiro do Céu e depois do Inferno a Pedro. Na forma de uma nekya ele prossegue com riqueza de detalhes sobre as punições do Inferno para cada tipo de crime, posteriormente descritos por Hieronymus Bosch, e os prazeres dados no Céu para cada virtude.
No Céu, segundo a visão:
- As pessoas tem uma pele branca como leite, cabelos encaracolados e são geralmente bonitas.
- A terra está repleta de flores e especiarias.
- As pessoas vestem roupas brilhantes, feitas de luz, como anjos.
- Todos cantam suas orações em coro.

Cada uma das punições na visão corresponde às ações pecaminosas passadas, numa versão da noção judaica da lex talionis, ou Olho por olho, em que a punição deve ser adequada ao crime. 
Algumas das punições no Inferno são:
- Blasfemos são pendurados pela língua
- Mulheres que se enfeitam para o adultério são penduradas pelo cabelo sobre um brejo borbulhante. Os homens que tiveram relações adúlteras com elas são pendurados pelos pés, com a cabeça no brejo, perto delas.
- Assassinos e os que concordam com ele são colocados num poço onde criaturas rastejantes os atormentam.
- Homens que assumem o papel de mulheres de modo sexual, e lésbicas, são "tocados" morro acima por anjos e então jogados ao fundo novamente. Então eles são forçados a subir novamente, num ciclo sem fim, até o seu destino final.
- Mulheres que tiveram abortos são atiradas num lago formado pelo sangue e vísceras de todas as outras punições, até a altura do pescoço. Elas também são atormentadas pelos espíritos de suas crianças não nascidas, que atiram um "brilho de fogo" nos seus olhos.
- Incidentalmente, estas crianças não nascidas são "entregues aos cuidados de um anjo responsável", por quem elas são educadas e "crescem".
- Aqueles que emprestam dinheiro e cobram "usura sobre usura" devem permanecer de pé num lago com sangue e podridão até os joelhos.

| “ | O Apocalipse de Pedro mostra um incrível relacionamento em ideias com II Pedro. Ele também apresenta notáveis paralelos com o Oráculo Sibilino enquanto sua influência foi conjecturada, quase com certeza, nos Atos de Perpétua e nas visões narradas nos Atos de Tomé e na História de Barlaão e Josafá. Certamente foi uma das fontes do Apocalipse de Paulo. E, direta ou indiretamente, pode ser considerado como o pai de todas as visões medievais dos outros mundos." | ” |

.
Há também uma seção bastante controversa que explica que no fim, Deus salvará todas as almas pecadoras dos sofrimento do Inferno:
| “ | Meu Pai dará a eles toda a vida, a glória e o reino eterno...É por causa deles que acreditaram em mim que eu vim. E é por causa deles que acreditaram em mim que, a seu pedido, eu terei pena do homem..." | ” |

Assim, os pecadores serão finalmente salvos pelas orações dos que estão no Céu. Pedro então ordena seu filho Clemente a não falar sobre esta visão pois Deus havia pedido a Pedro para mantê-la secreta:
| “ | [e Deus disse]...tu não deves contar o que ouvistes aos pecadores pois eles transgredirão mais, e pecarão. | ” |

## Carreira doApocalipse de Pedro
Clemente de Alexandria parece ter considerado o Apocalipse de Pedro como sagrada escritura. Eusébio de Cesareia, em História Eclesiástica (VI.14.1) descreve um trabalho perdido de Clemente, os Hypotyposes, que forneciam "relatos resumidos de todas as escrituras canônicas, sem omitir nem mesmo aquelas que estão sob disputa, como a Epístola de Judas e as outras epístolas em geral. Assim como a Epístola de Barnabé e a chamada Revelação de Pedro.". Portanto, a obra deve ter existido na primeira metade do século II d.C, que também é a data aceita para a canônica Segunda Epístola de Pedro. Ainda que as numerosas referências atestem uma enorme popularidade e grande circulação, o Apocalipse de Pedro não foi finalmente aceito como sendo Cânon bíblico.

## OApocalipse Gnóstico de Pedro
Outro texto, cujo nome moderno é Apocalipse Gnóstico de Pedro foi encontrado na Biblioteca de Nag Hammadi.